# Juan Antonio Benlliure
Juan Antonio Benlliure Gil (Valencia, 1859 - Madrid, 28 de junio de 1930) fue un pintor español. Era hermano del escultor Mariano Benlliure y del también pintor José Benlliure.

## Biografía
Juan Antonio Benlliure nació en el n.º 16 de la calle Baja, en el barrio del Carmen de Valencia, en el seno de una familia de tradición artística. Su padre fue Juan Antonio Benlliure y Tomás (1832-1907), pintor y decorador de viviendas especializado en falsas perspectivas, elementos de jardín, jarrones, guirnaldas…, una pintura ornamental muy del gusto de la alta sociedad de la época. Entre sus hermanos destacaron el pintor José Benlliure y el escultor Mariano Benlliure.

## Trayectoria

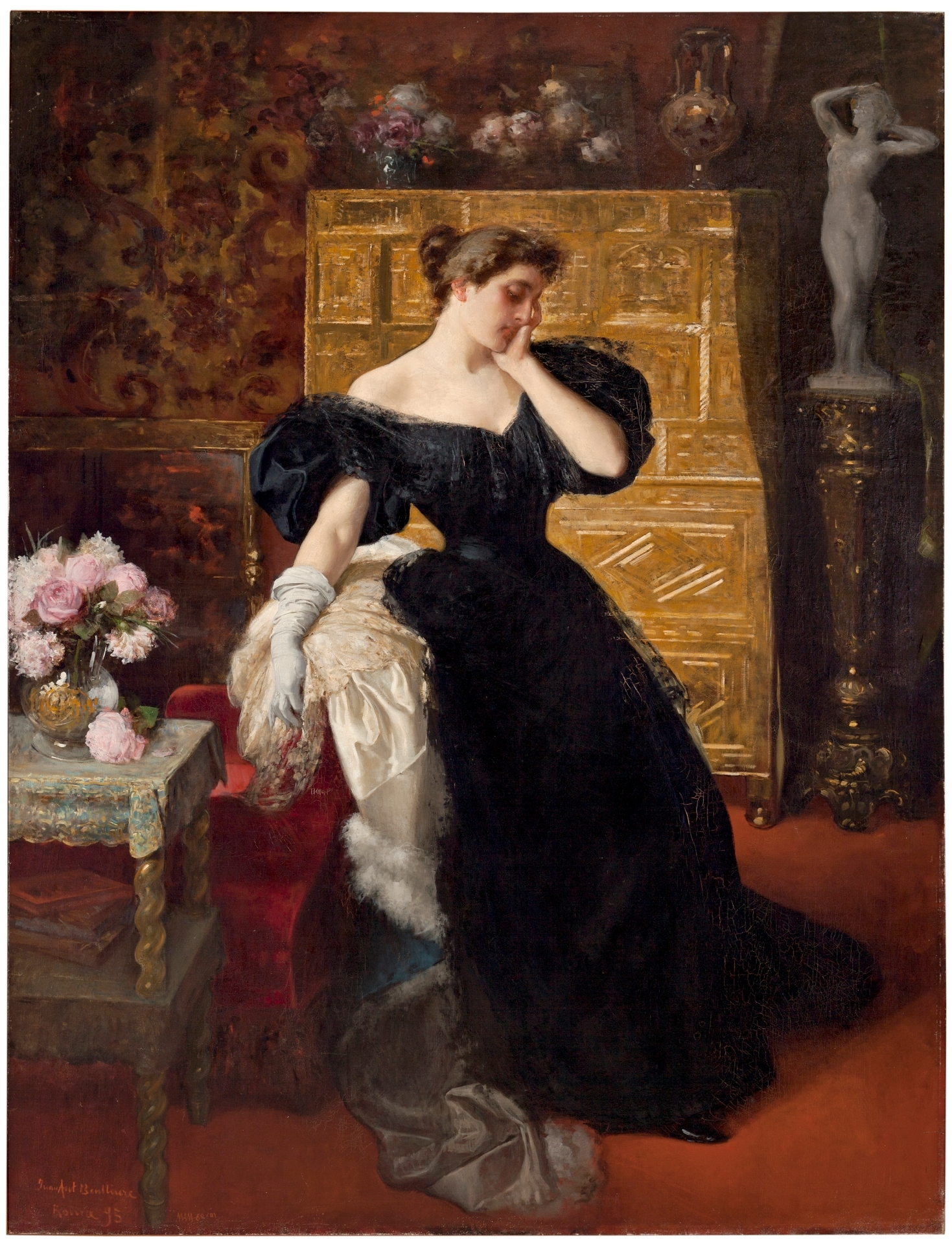
La vuelta del baile, óleo firmado en Roma por Juan Antonio Benlliure Gil en 1895. Museo de Málaga

Formado desde la niñez con su hermano Pepe y su padre, fue un pintor realista, de gusto académico, dedicado preferentemente a la acuarela y a la pintura histórica (La muerte del rey Alfonso XII, Museo de Arte Contemporáneo de Barcelona). También fue un excelente retratista, principalmente de mujeres. En este campo consiguió una gran reputación entre la burguesía y la nobleza de Madrid. Entre sus retratos más conocidos están su Autorretrato y los de su hermano José y sus familiares Gerardo Benlliure, Blas Benlliure. 
Entre sus acuarelas más famosas están Arrobamiento místico, Tocador de tibias y Compagnuolo.

## Galardones
- 1884 - Segunda medalla en la Exposición Nacional por Por la patria (Museo de Arte Moderno de Madrid)

## Galería

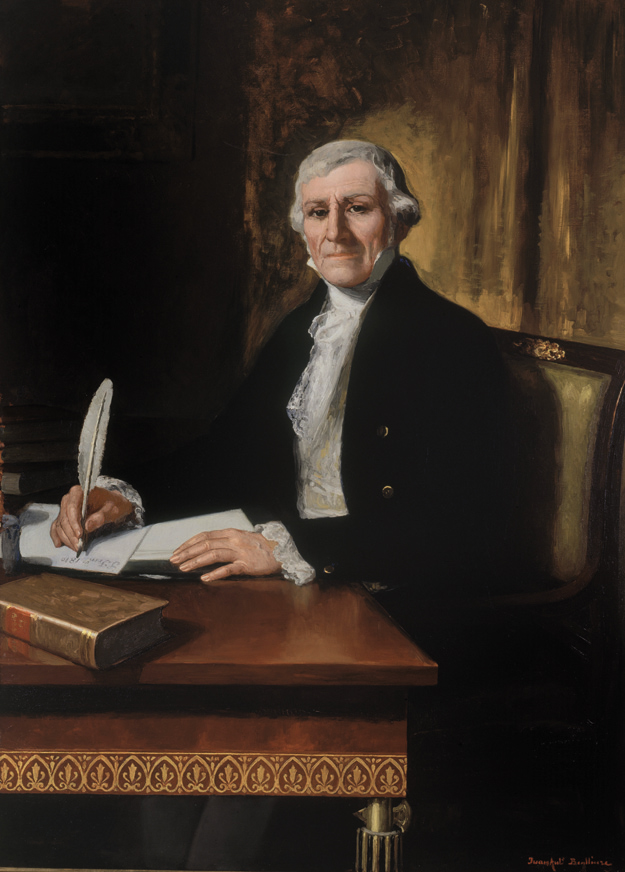
Ramón Lázaro de Dou y de Bassols (1915), óleo sobre tela. Congreso de los Diputados, Madrid.
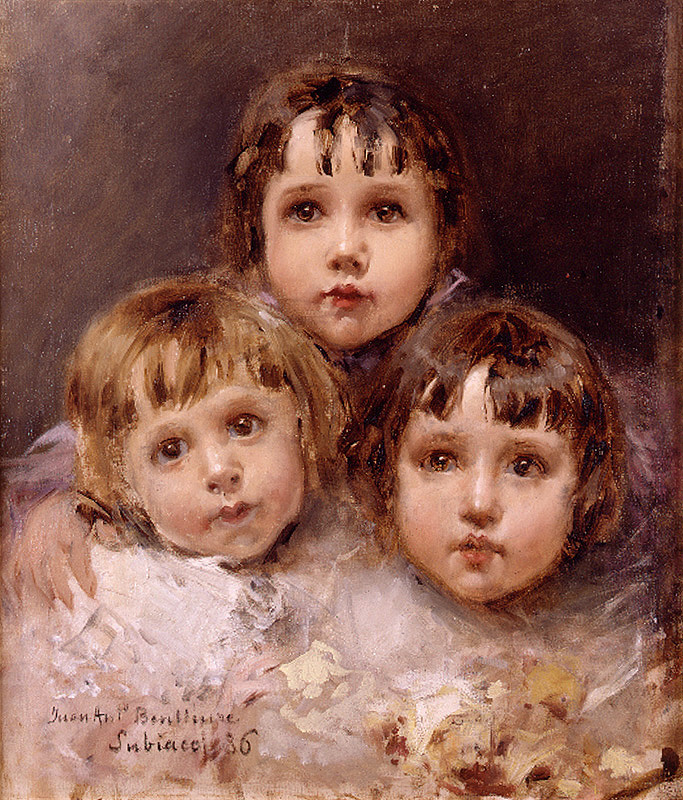
Los hijos de José Benlliure Gil, óleo sobre tela, Museo de Bellas Artes de Valencia.